# Сираждинов, Сагды Хасанович
Сагды Хасанович Сираждинов (10 мая 1921, Коканд, Ферганская область, Узбекистан — 3 мая 1988, Ташкент, Узбекистан) — советский хозяйственный, государственный и политический деятель, доктор физико-математических наук, профессор, академик АН УзССР.

## Биография
Родился в 1920 году в Коканде. Член КПСС с 1943 года.
С 1942 года — на хозяйственной, общественной и политической работе. В 1937—1989 гг. — студент физико-математического факультета Среднеазиатского государственного университета, военнослужащий, аспирант в Институте математики АН Узбекской ССР, старший научный сотрудник и профессор механико-математического факультета Московского государственного университета им. М. В. Ломоносова, директор Института математики им. В. И. Романовского АН Узбекской ССР, заведующий кафедрой теории вероятностей и математической статистики, ректор Ташкентского государственного университета им. В. И. Ленина, вице-президент АН Узбекской ССР.
Избирался депутатом Верховного Совета Узбекской ССР 7-го, 8-го, 9-го и 10-го созывов.
Умер в Ташкенте 3 мая 1988 года, похоронен на Чигатайском кладбище.